# Ivana Kobilca
Ivana Kobilca (ur. 20 grudnia 1861 w Lublanie, zm. 4 grudnia 1926 tamże) – słoweńska malarka okresu realizmu. Tematyka jej dzieł obejmuje sceny rodzajowe, portrety i autoportrety, sceny religijne czy martwą naturę. Niektóre z dzieł zmierzają w kierunku impresjonizmu. Malowała głównie obrazy olejne i pastele, jej rysunków jest niewiele.

## Życiorys
Ivana Kobilca urodziła się w Lublanie w zamożnej rodzinie rzemieślnika. Jej rodzice kładli duży nacisk na edukację. Na początku uczyła się rysunku, a także języków: francuskiego i włoskiego w swoim rodzinnym mieście. W wieku 16 lat pojechała z ojcem do Wiednia, gdzie zobaczyła obrazy dawnych mistrzów, które ją zainspirowały. 
W latach 1879–1880 uczyła się rysunku u Idy Künl oraz studiowała w Wiedniu, a w latach 1880–1881 w Monachium. Od 1882 do 1889 kontynuowała studia pod kierunkiem Aloisa Erdtelta. W 1888 roku po raz pierwszy uczestniczyła w publicznej wystawie. Na następnej wystawie w Monachium jej prace zauważył i pochwalił wybitny niemiecki historyk sztuki Richard Muther. Następnie wróciła do Lublany. W 1890 malowała w Zagrzebiu. W lecie 1891 roku, będąc na wakacjach u Fritza von Uhde, namalowała obrazy Lato i Prasujące kobiety, które przekazała Galerii Paryskiej. Następnie mieszkała w Paryżu (1891–1892), gdzie uczyła się u Henriego Gervexa, potem pojechała do Florencji w 1894 roku, a następnie do Sarajewa, gdzie żyła w latach 1897–1905 i została członkinią stowarzyszenia malarzy w Sarajewie. Namalowała tam trzy cerkiewne freski w latach 1900–1905 i zilustrowała encyklopedię Die österreichisch-ungarische Monarchie in Wort und Bild (1901) oraz kilka czasopism Natka. W latach 1906–1914 mieszkała w Berlinie, potem w Lublanie. W chwili śmierci w 1926 roku w Lublanie. Została opisana jako największa jugosłowiańska malarka.

## Dzieła i znaczenia
Sądząc po jej pochodzeniu społecznym, sposobie życia, ideałach i pracy, była artystką miejską. Jest jedną ze słoweńskich realistów, którzy stworzyli najważniejsze obrazy w latach 80. XIX wieku. Największy hołd Kobilcy dla słoweńskiej sztuki powstał w czasie, gdy mieszkała za granicą. Największy wpływ wywarła na malarstwo figuralne, zwłaszcza portrety i obrazy przedstawiające typowe życie mieszkańców wsi.
Wielu artystów decydowało się na następny krok, który prowadził do impresjonizmu, ale Ivana tego nie zrobiła.  W ostatnim okresie pracy jej zdolność do tworzenia świeżych i interesujących obrazów zaczęła zanikać. Z pewnymi wyjątkami jej prace z tego okresu są bezosobowe.

## Twórczość
- Pijąca kawę (1888)
- Lato (1889-90)

## Upamiętnienie
Kobilca została jako jedyna kobieta przedstawiona na słoweńskim banknocie 5000-tolarowym. Banknot był w obiegu od grudnia 1993 roku do wprowadzenia waluty euro w styczniu 2007 roku.

## Galeria dzieł

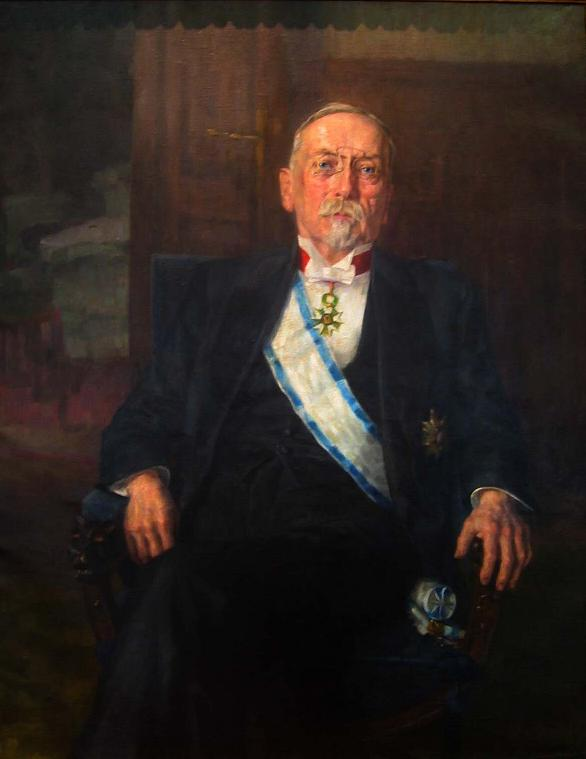
Portret Ivana Hribarja
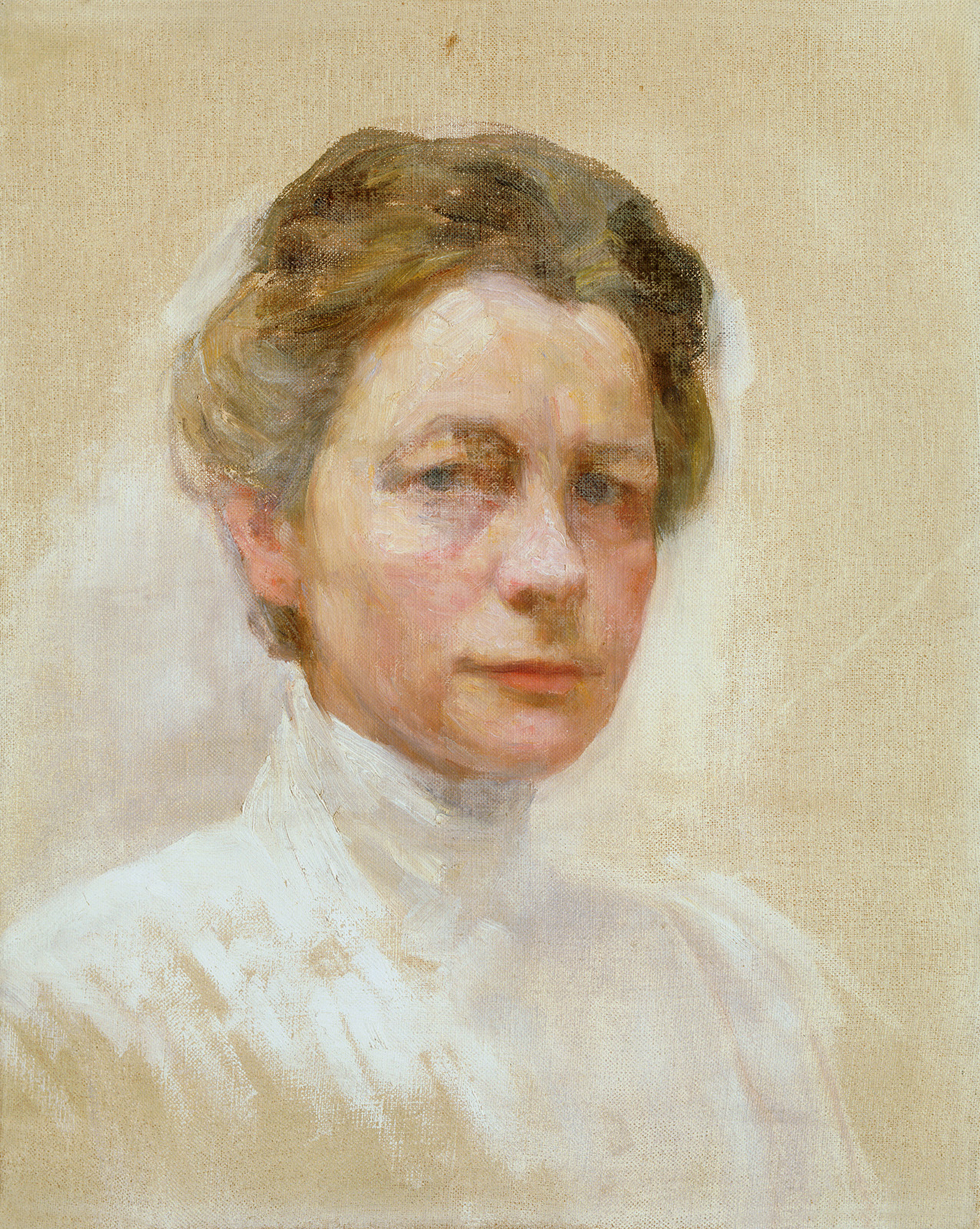
Autoportret w bieli
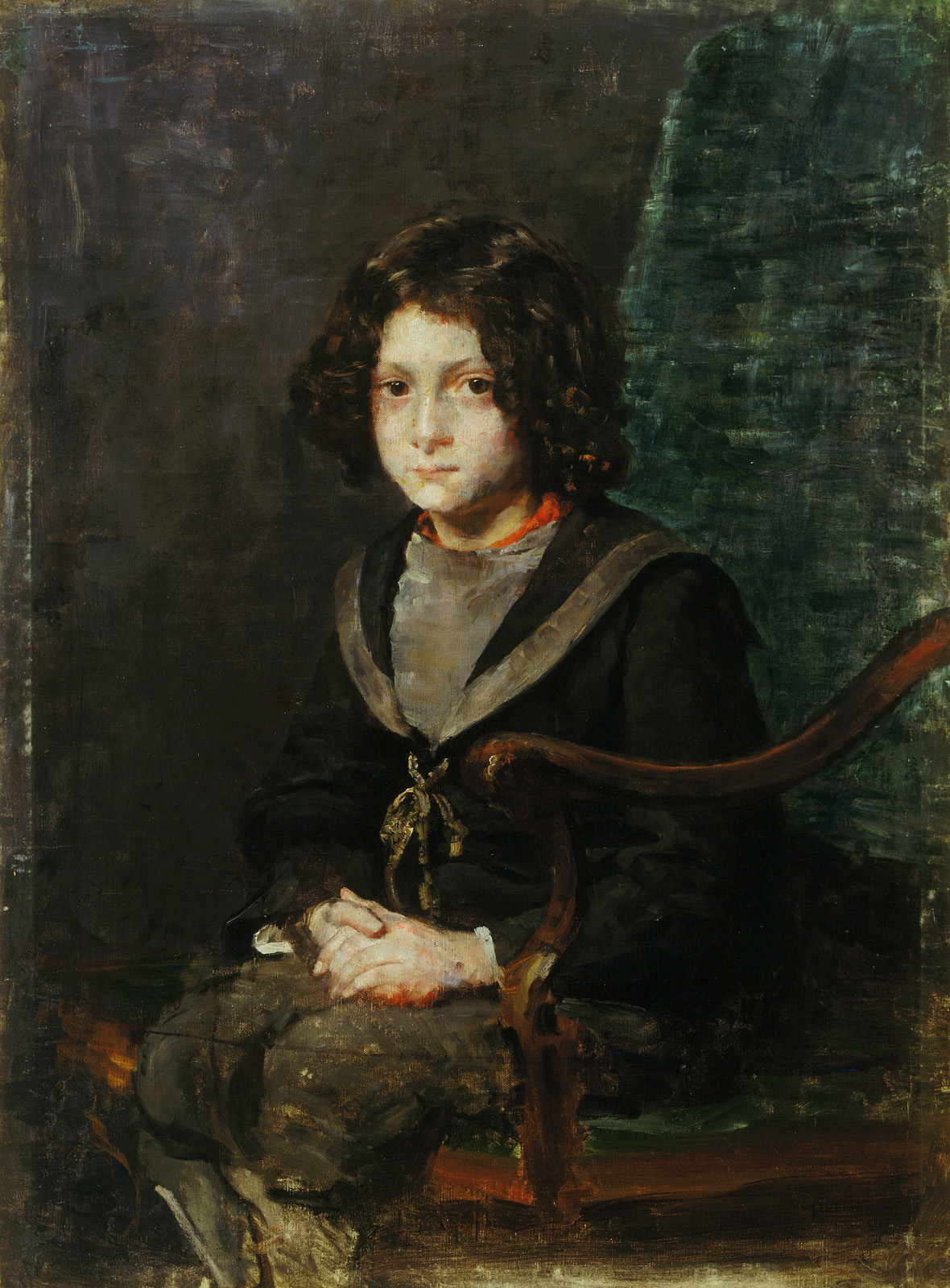
Chłopiec w marynarskim stroju
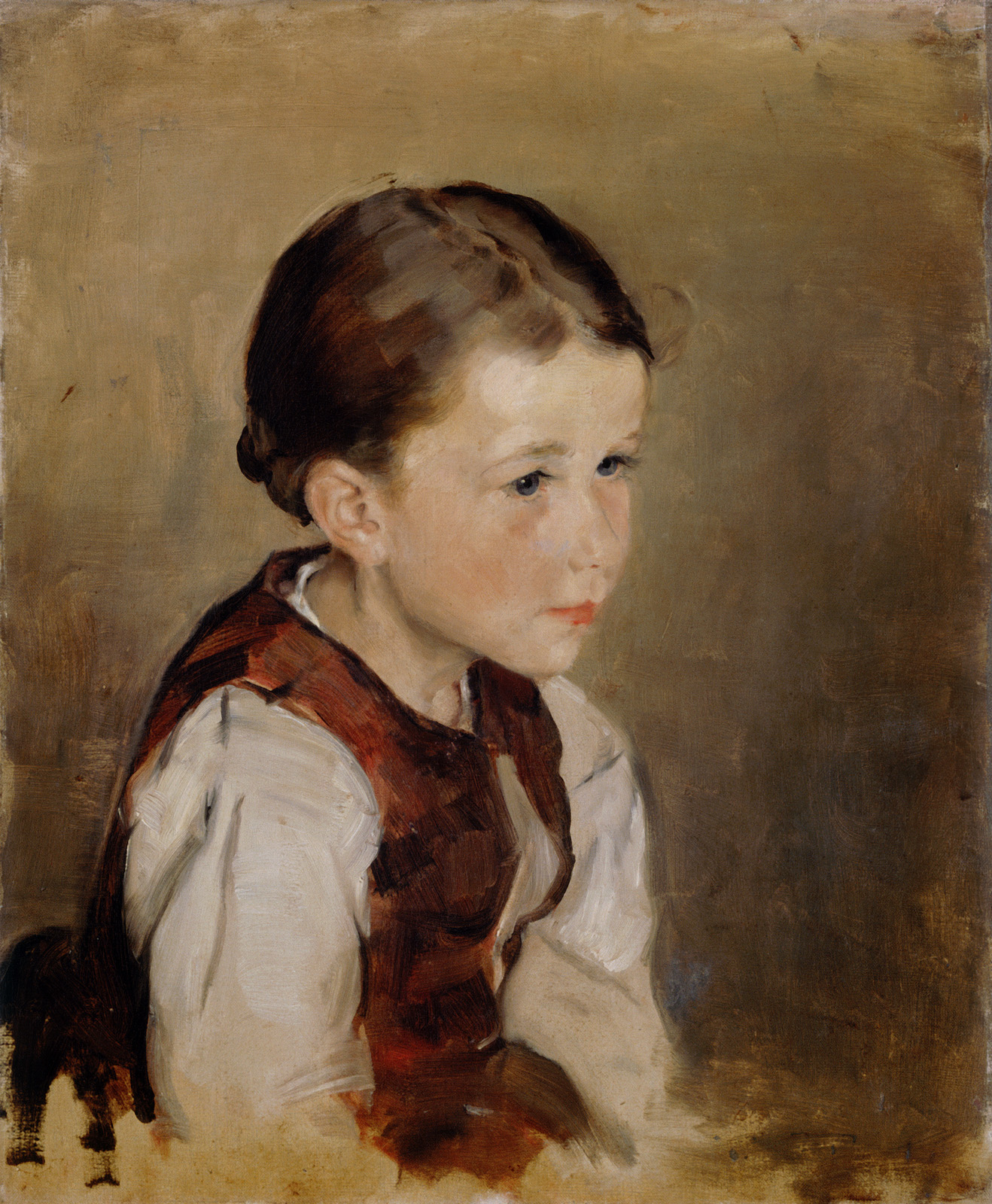
Dziewczyna w ciemnym bezrękawniku
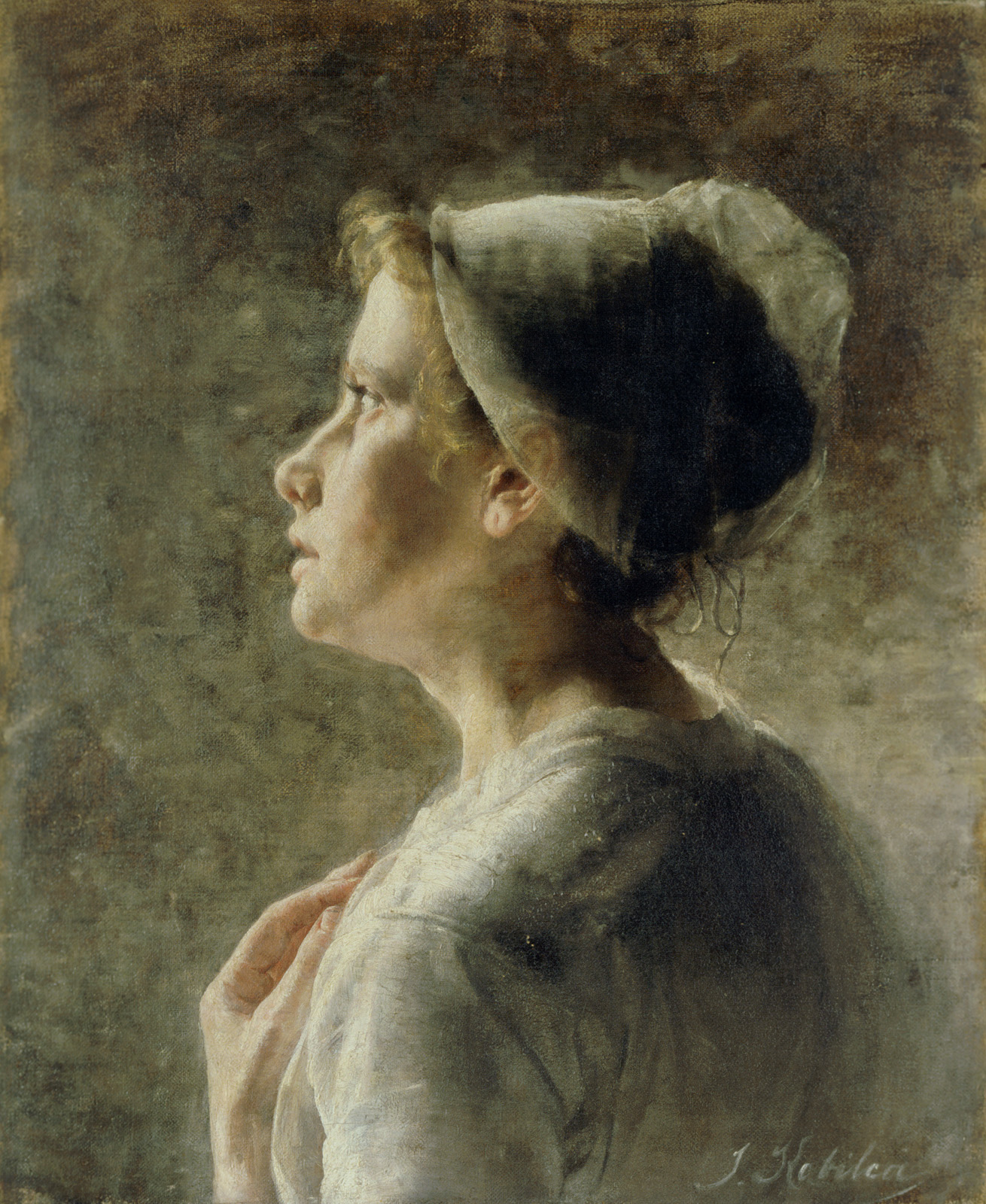
Holenderska dziewczyna
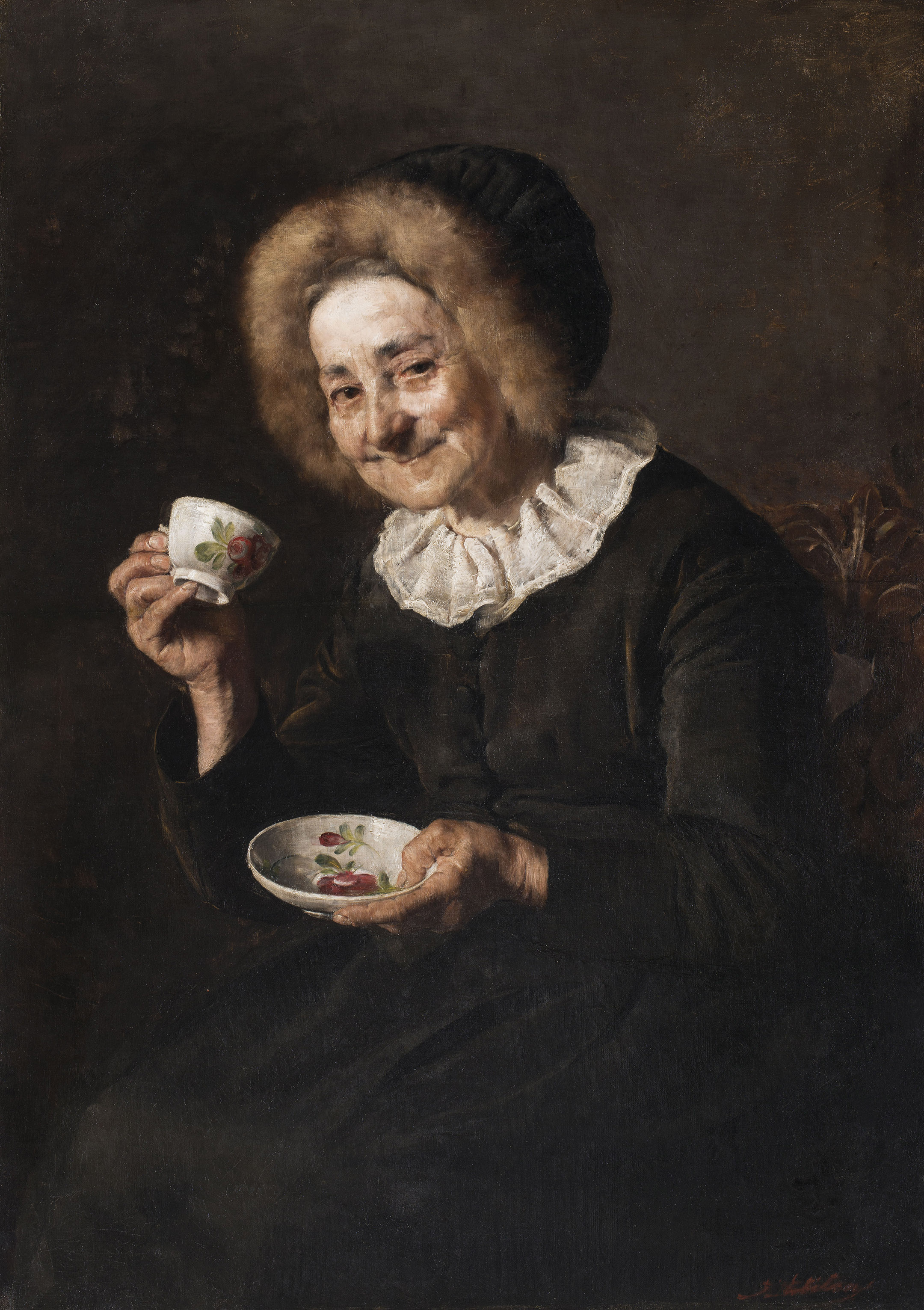
Pijąca kawę
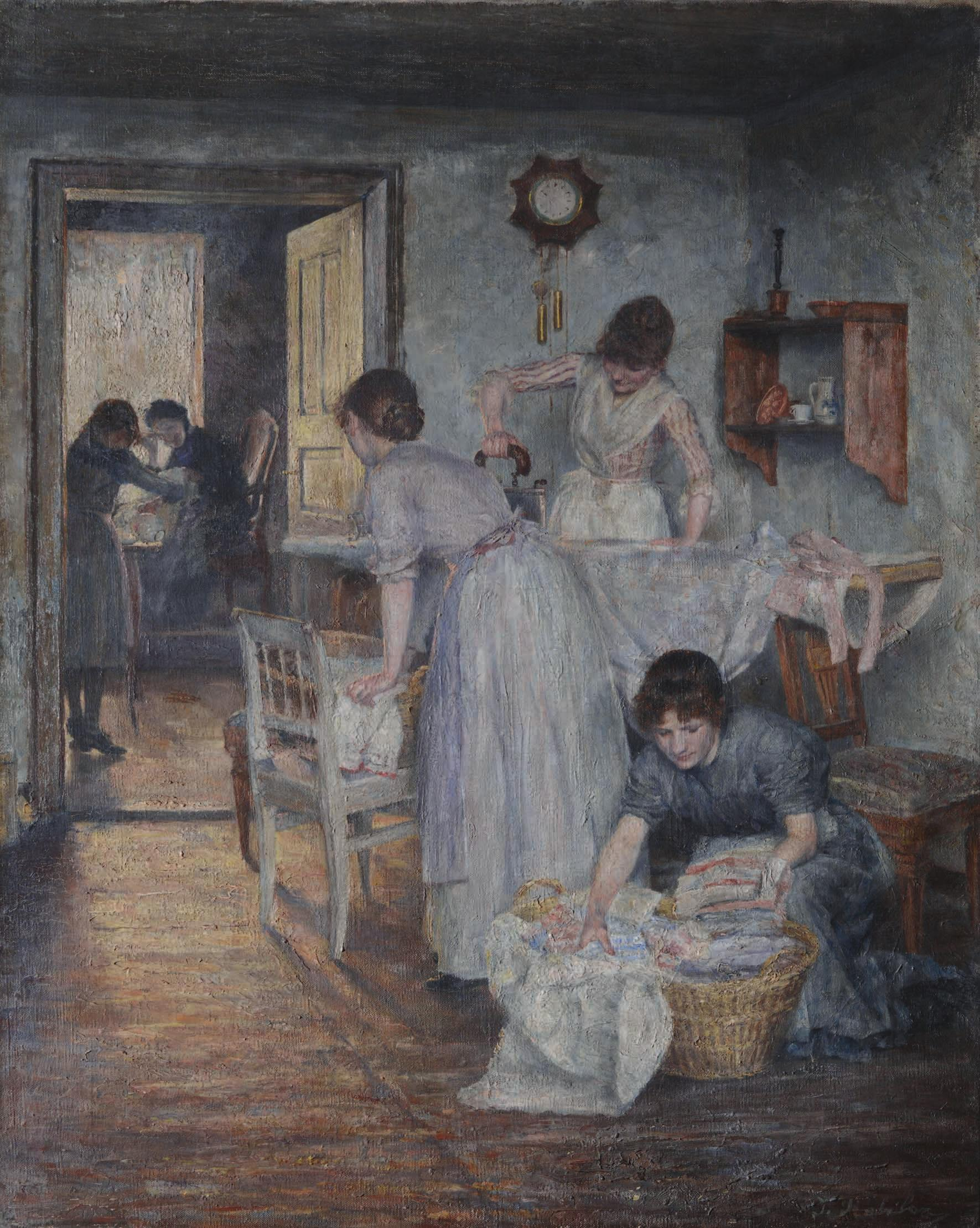
Prasujące kobiety
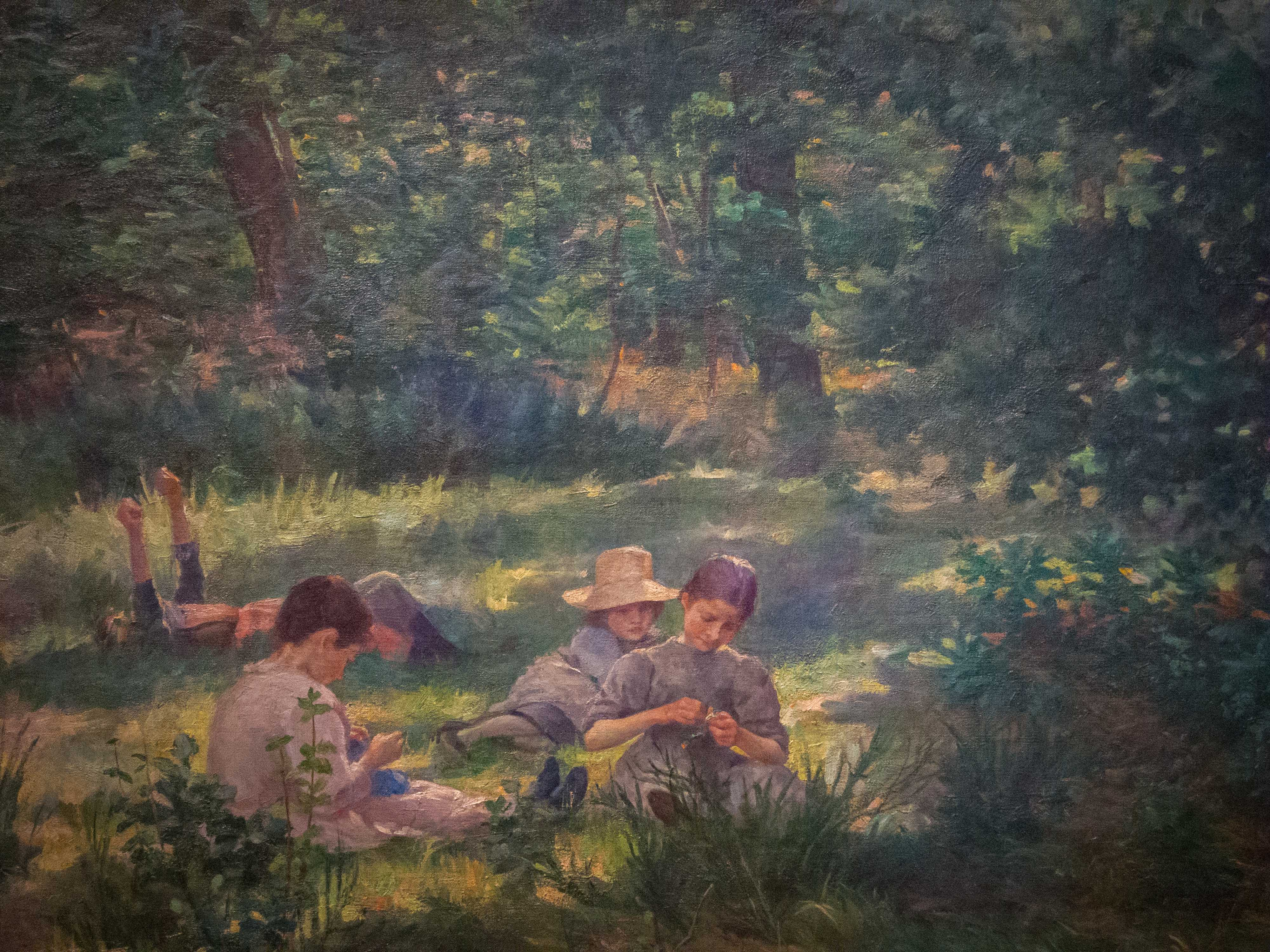
Dzieci w trawie
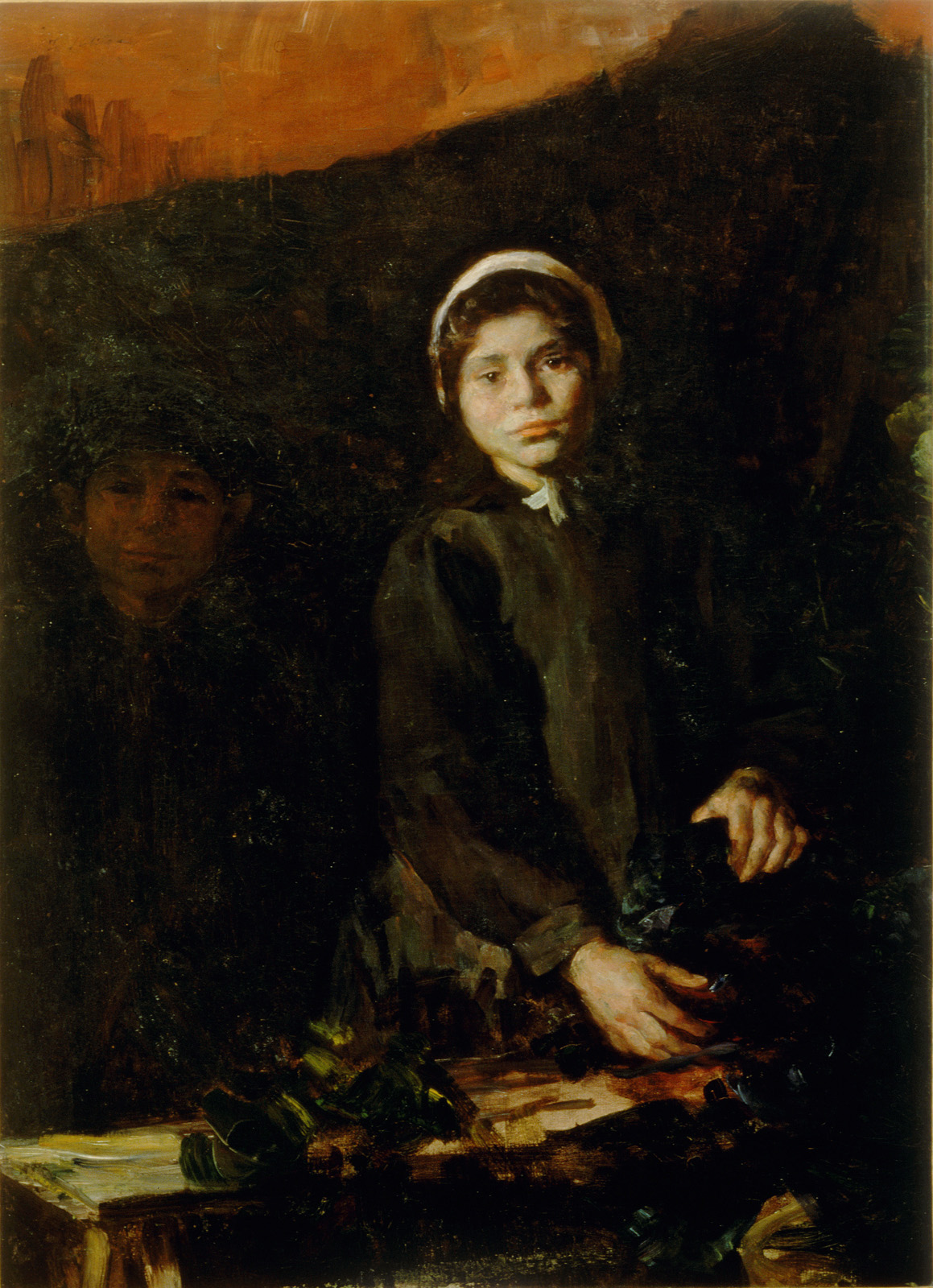
Pariška branjevka
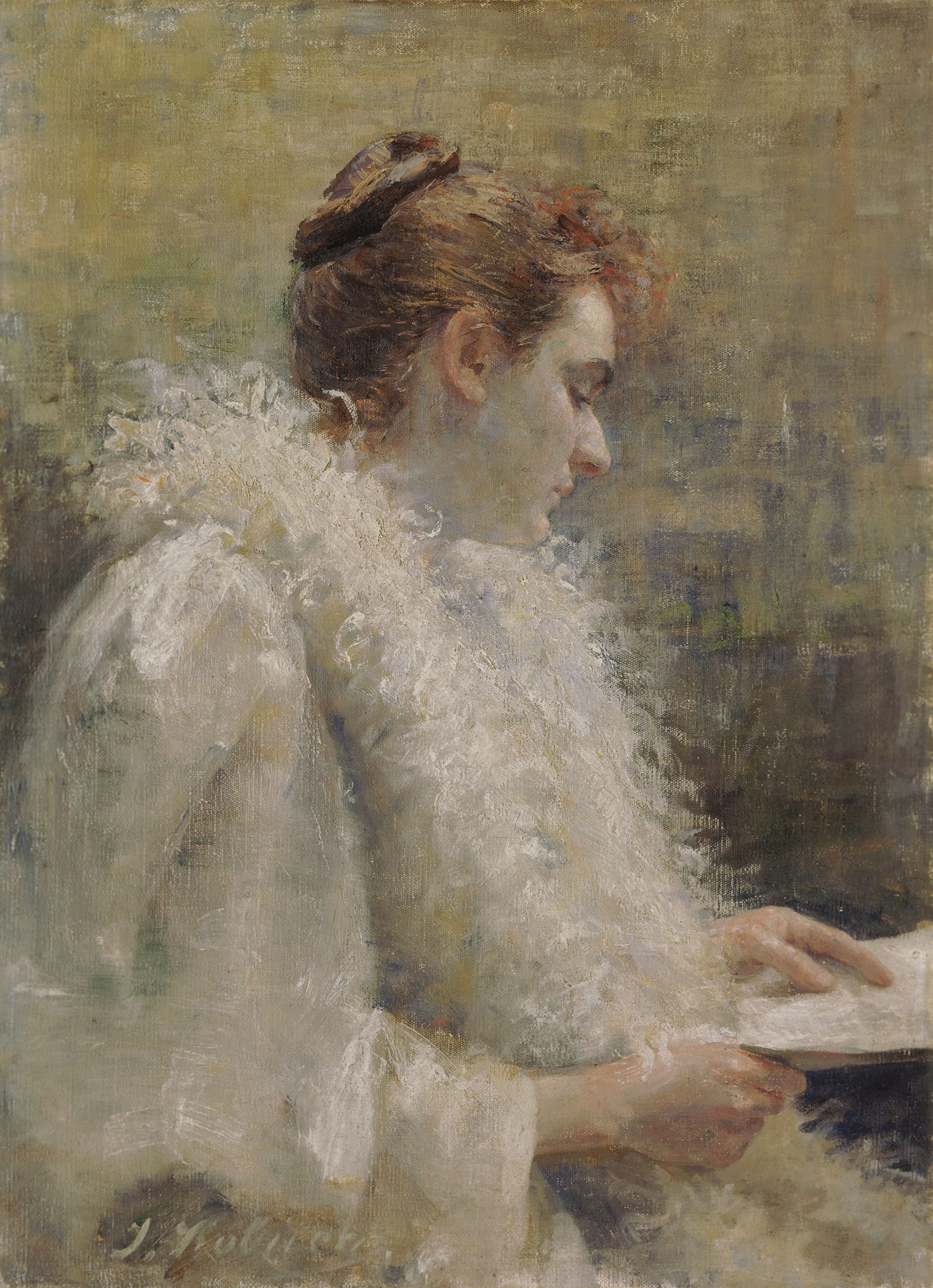
Parižanka s pismom
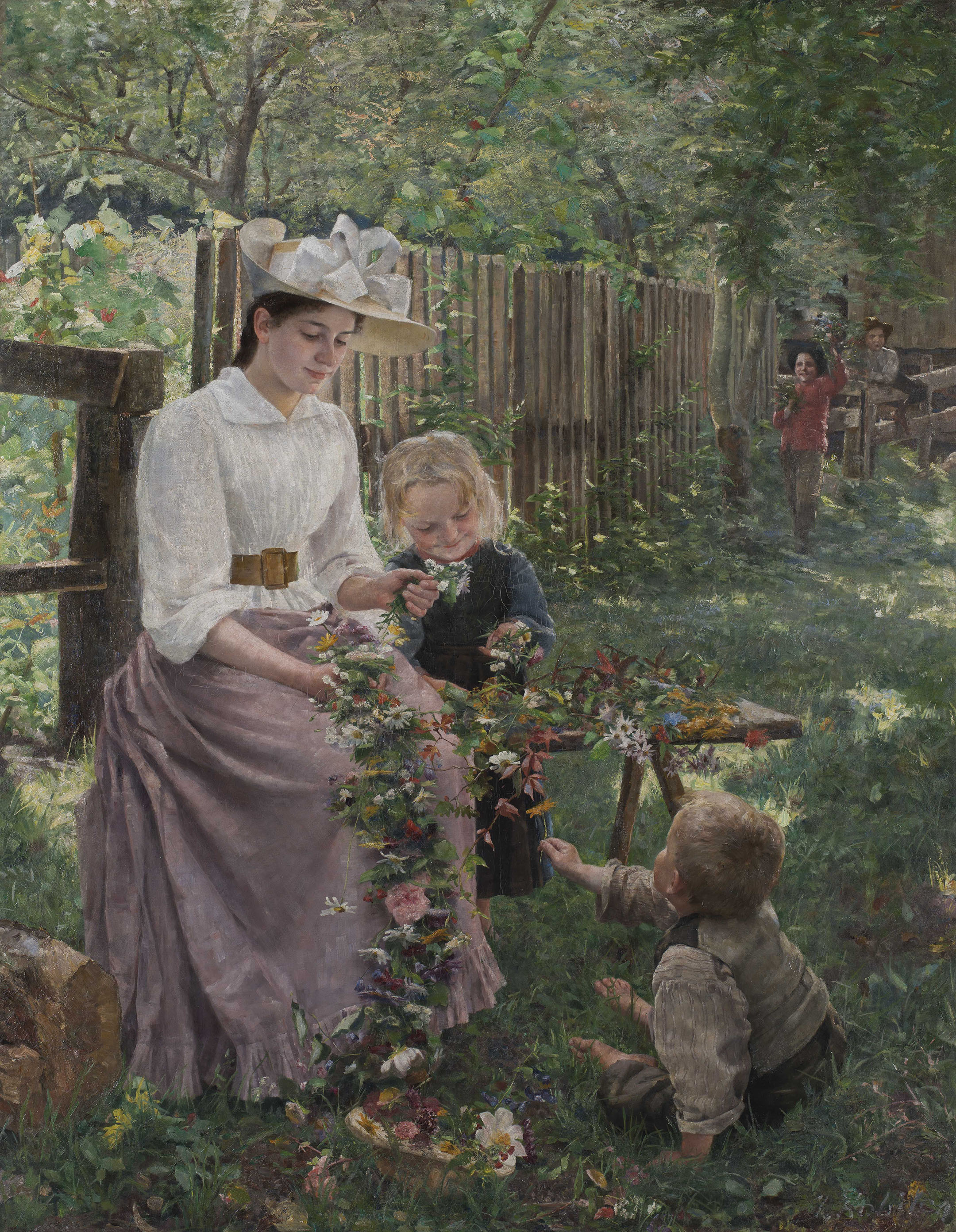
Lato